# Cinquième cour
Pour les autres articles nationaux ou selon les autres juridictions, voir Cour suprême.
La Cinquième cour (en islandais : Fimmtardómur) était la cour suprême de l'État libre islandais à partir de 1015.